# 八德餘慶堂
24°56′03″N 121°17′15″E / 24.934041°N 121.287434°E
八德餘慶堂，是位於臺灣桃園市八德區的邱姓祠堂，1936年翻修完工為日式洋房風格，二戰時曾被日軍徵用作為飛行第13戰隊隊員的宿舍，列歷史建築。

## 歷史

### 由來

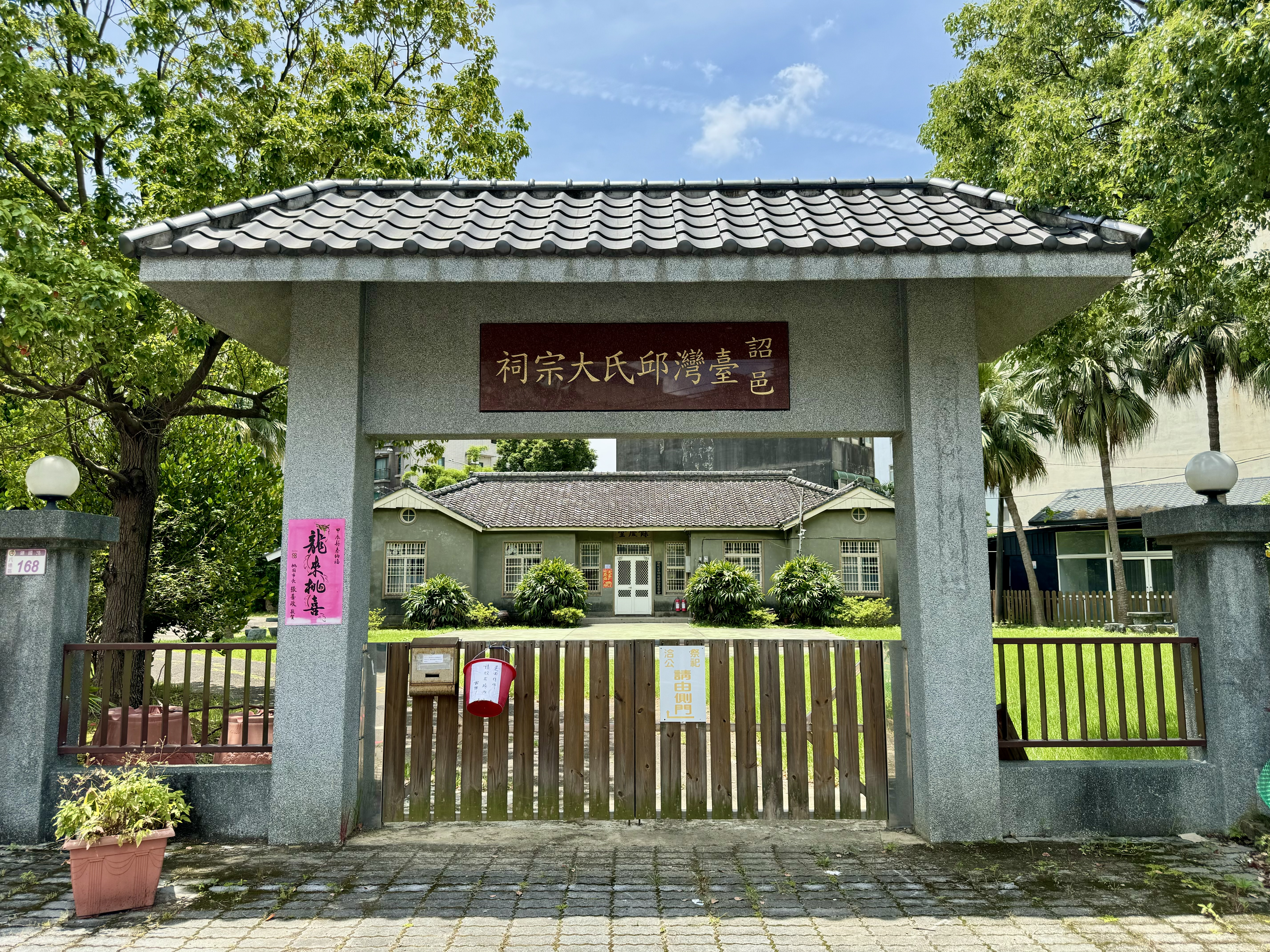
入口

世居於八德的邱姓一族祖籍詔安秀篆，為乾隆二十二年（1757年）邱強芝帶兩兒子從大溪登岸再至八塊厝定居。邱強芝與邱漢明、邱日培、邱理臣都是同姓的詔安人，皆在乾隆初葉時到八塊厝開墾。另外有從南靖縣來的邱如海起初也居住八塊厝，但是兒子邱培蘭日後遷居宜蘭，成為當地邱氏的始祖。
據邱強芝長子後代邱文華表示，大正十二年（1923年），十三、四世為紀念並未到臺灣的第四世邱蓮塘建立了餘慶堂，是八德7座邱氏祠堂輩分最高的。餘慶堂管理員邱榮吉表示，此祠堂原先兼作為佃農的宿舍，原先是土埆厝。冬至時，族人會在此祭祖、報告帳目、撥祭祀金。離餘慶堂不遠處，便是邱氏家族的餘慶居。
1930年代，餘慶堂管理人邱昌福向族人邱長庚提議翻修，並委由邱長庚胞弟邱鴻光協助。受日本教育影響的邱鴻光與建築師，將餘慶堂改建為日式洋房形式，成為今貌。建築師薛琴分析此建物風格，認為雖為台灣師傅建立，但許多細節與工法屬於日式，不被歸類為閩、客建築，如黑瓦使用技術性較高的還原燒以增耐候性與肅穆感、裝設透氣用的老虎窗、窗戶採取上拉開闔設計等。

### 近代

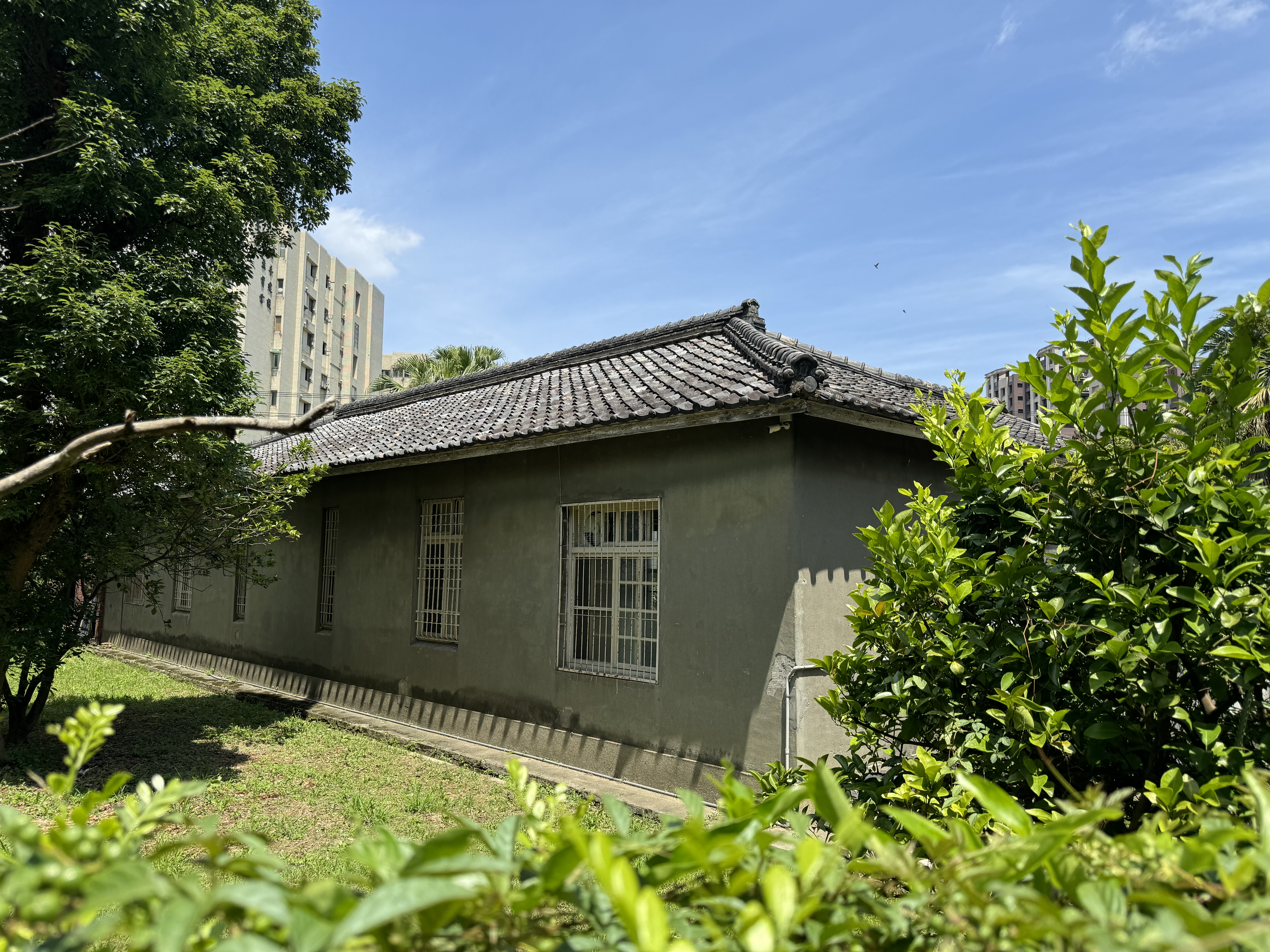
背側

1936年餘慶堂翻修完成後，因與原居住在此的佃農發生糾紛，便由時任大湳公學校校長的邱創忠出面調解，邱創忠因此遷入此祠堂作管理員。
二戰期間，餘慶堂左側建興街一帶，以前是一片竹林，被日軍作為疏散用地。餘慶堂受日軍徵用成為陸軍飛行戰隊隊隊長駐所、戰機疏散區通訊指揮中心。右側空間作為醫務室。邱創忠次子為邱垂宇，他回憶日軍飛機曾停在家背側。他說「誠」特別攻擊隊隊員住到餘慶堂的家裡期間，隊長山本薰中尉也僅23歲，其餘隊友都很年輕。對於被徵用的原因，祭祀公業邱蓮塘代表邱仁政解釋，這是因餘慶堂離八塊厝飛行場僅大約2公里、周圍有大片竹林可躲空襲、加上日式風格、與邱創忠身為地方仕紳。二戰後，邱家將建物收回當祠堂。邱垂宇至高三決定報考中華民國空軍官校時，母親還以借住家中的特攻隊員從未歸來為由反對。
1976年後，八德鄉陸續設立工廠，農村景物消失。後來由邱文華作餘慶堂管理員，晚年從事八德地區的文史工作。2007年，八德文史工作者王閩雄在踏訪過程中從耆老得知，餘慶堂是神風特攻隊隊長廳舍。邱家主動將此祠堂提報並列為歷史建築。2019年9月25日，餘慶堂因建築風格、日軍徵用與反映邱姓家族在八德的歷史等理由，公告為歷史建築。2020年8月14日至9月30日，餘慶堂展出前空軍桃園基地相關文史資料，由邱垂宇以黑蝙蝠中隊退役身分解說。